# Хандогин, Николай Иванович
Николай Иванович Хандогин (1909—1989) — советский военный фотокорреспондент, в годы Великой Отечественной войны фотокорреспондент на Ленинградском и 2-м Прибалтийском фронтах, наиболее известен по фотохронике блокадного Ленинграда.

## Биография
Николай Хандогин родился 20 октября 1909 года в белорусской деревне Волынцы, ныне Верхнедвинский район, Витебской области. Рос без отца, батрачил, работал пастухом и разнорабочим на строительстве дорог. После окончания школы в 1927 году по комсомольской путёвке учился в Минске на «Белгоскино», на курсах киномеханика, затем работал по специальности в Витебской области.
В 1931 году был призван в ряды Красной армии, во время прохождения службы начал увлекаться фотографией. Несколько своих снимков Николай отправил на конкурс, организованный редакцией газеты «Во славу Родины» (официальный печатный орган Белорусского военного округа, ныне официальная газета министерства обороны Республики Беларусь — «Белорусская военная газета. Во славу Родины»). Николай удостоился главного приза — фотоаппарата «Фотокор». На фотографии был запечатлён выныривающий из воды танк при преодолении реки. Примечательно, что впервые в мировой практике применение танков при преодолении водных преград было осуществлено в 1934 году именно войсками Белорусского военного округа серийными танками Т 26 и БТ-5.
В 1935 году после окончания срочной службы Николай Хандогин был принят на постоянную работу в должности фоторепортёра в штат газеты «На страже Родины» (официальный печатный орган Ленинградского военного округа, региональное приложение к газете «Красная звезда»). С 1938 года работал также на ЛенТАСС. В 1939—1940 годах был одним из немногих фотокорреспондентов на Советско-финской войне. В годы Великой Отечественной войны — фотокорреспондент на Ленинградском и 2-м Прибалтийском фронтах.
После войны Н. И. Хандогин продолжал работать для газеты «На страже Родины», его работы публиковались в различных изданиях — ежедневной газете «Вечерний Ленинград», журналах «Советский Союз» и «Огонёк». Николай Иванович также сотрудничал с Совинформбюро и Комбинатом Худфонда РСФСР
Н. И. Хандогин умер 15 мая 1989 года, похоронен на родине в Волынцах. В 2009 году к столетию Н. И. Хандогина на его могиле был установлен памятник.

## Фотохроника блокадного Ленинграда

Жители блокадного Ленинграда идут на Неву за водой. Зима 1941, фото Н. И. Хандогина.

Николай Хандогин, будучи корреспондентом военной газеты «На страже Родины», делал фоторепортажи непосредственно с линии фронта. В августе 1941 года в боях при Усть-Тосно принимал участие в Усть-Тосненском десанте моряков и сделал серию ценнейших документальных фотоснимков. В сентябре-ноябре 1941 года делал репортажи с позиций в районе Невской Дубровки и Ям-Ижоры, за которые был награждён Медалью «За Отвагу». В дальнейшем вёл фотохронику боёв за Пулково, Красное Село, Гатчину, Лугу и Кингисепп. Награждён двумя орденами «Красной Звезды», орденом «Отечественной войны I степени», медалями «За боевые заслуги» и «За оборону Ленинграда».
В 1983 году, к сорокалетию прорыва блокады на Лениздате вышла книга ленинградских журналистов В. Ганшина и О. Сердобольского «Одна секунда войны», где авторы рассказывают об истории создания 100 снимков, сделанных во время Блокады. В книге воспроизведены снимки, в том числе и Н. И. Хандогина. В книге также содержатся краткие биографические сведения о фотокорреспондентах Ленинградского фронта.
В 2004 году Центральным государственным архивом кинофотофонодокументов Санкт-Петербурга (ЦГАКФФД СПб) и Московским музеем современного искусства (ММСИ) была подготовлена фотовыставка «Внутреннее пространство войны. Блокада Ленинграда в фотографиях». В выставке были представлены работы как совсем малоизвестных авторов, так и известных фотокорреспондентов среди которых — Всеволод Тарасевич, Борис Кудояров, Давид Трахтенберг, Михаил Трахман, Николай Хандогин и др. За более чем десятилетнею историю выставка экспонировалась в таких городах как Москва, Самара, Краснодар, Сочи, Париж, Хьюстон, Братислава и Буэнос-Айрес.
Более 100 снимков Николая Хандогина представлены фотоальбоме «Война… блокада. Победа: Воспоминания в фотографиях», вышедшего в 2005 году, (авторы-составители Владимир Никитин и Александр Зимин).
Фотожурналист и историк фотографии Владимир Никитин отметил, что, по его мнению, можно выделить троих фотографов, на снимках которых, наиболее точно передан блокадный быт и положение дел в осажденном городе — это Василий Гаврилович Федосеев, Николай Иванович Хандогин и Давид Михайлович Трахтенберг. Также, по мнению В. А. Никитина, снимок Хандогина «За водой на Неву», стал один из символов блокады. На ещё одном известнейшем снимке Хандогина — запечатлён художник Вячеслав Пакулин с мольбертом, за работой, зимой на Невском проспекте.
В. А. Никитин отмечает, что в блокадном Ленинграде действовала определённая цензура. Считалось, что фотоматериалы не должны подрывать дух защитников и жителей города. Помимо того, что фотографии по цензурным соображениям не могли быть опубликованы в прессе, негативы таких снимков уничтожались из-за боязни, что в случае захвата города они будут использованы вражеской пропагандой. Владимир Никитин особо выделяет фоторепортаж, сделанный Николаем Хандогиным в воскресенье 8 августа 1943 года, где запечатлены жертвы артобстрела на углу Садовой улицы и Невского проспекта. В этот день при артобстреле погибли 54 человека, десятки были ранены. Редакция газеты «На страже Родины» находилась по адресу Невский пр., дом 2 и Хандогин успел добежать и заснять происходящее. Лишь один снимок попал на страницы газет — окровавленное тело женщины, держащей пучок овощей. В отличие от ТАСС, у фотокорреспондентов газеты «На страже Родины» негативы не изымались и сохранились в личном архиве Н. И. Хандогина, однако ему так и не удалось опубликовать фотографии при жизни. Многие фотографии Н. И. Хандогина опубликованы в серии книг-фотоальбомов В. А. Никитина «Неизвестная блокада. Ленинград 1941—1944.», где автор-составитель ставил цель показать бытовую сторону блокадных лет.
В октябре 2010 — феврале 2011 года в Берлине, в российско-германском музее истории Второй мировой войны «Берлин-Карлсхорст» состоялась персональная выставка работ Н. И. Хандогина, где были представлены снимки периода Советско-финской войны (1939—1940) и Блокады Ленинграда. Усилиями музея были изданы фотокаталоги работ автора в твердом и мягком переплёте.

## Семья
В Волынцах, в краеведческом музее им. И. Д. Черского хранится семейный фотоальбом Фаины Соломоновны Иоффе, работавшей врачом в блокадном Ленинграде. Фаина Иоффе и её сестра Анна Соломоновна Хандогина родились в Волынцах. Анна Хандогина — жена Николая Хандогина. В фотоальбоме есть фотографии, сделанные Николаем Хандогиным в предвоенные и послевоенные годы. В том числе фотография, сделанная в декабре 1944 года, на которой запечатлено место, где в феврале 1942 года были расстреляны евреи узники Волынецкого гетто, среди которых были родные Фаины и Анны.

## Награды
- два ордена Красной Звезды
- орден Отечественной войны I степени
- медали, в том числе «За Отвагу», «За боевые заслуги» и «За оборону Ленинграда».

## Книги-фотоальбомы с участием работ Н. И. Хандогина
- Ганшин В.; Сердобольский О. Одна секунда войны. — Ленинград, Лениздат, 1983.
- Никитин В.; Зимин А. Война… Блокада. Победа! Воспоминания в фотографиях: Фотоальбом/ Автор вступительного слова Д. Гранин. — СПб: «Издательство А. Зимина», 2005.
- Никитин В. Неизвестная блокада. Ленинград 1941—1944. Фотоальбом. СПб, Лимбус Пресс, 2002
- Никитин В. Неизвестная блокада. Ленинград 1941—1944. Фотоальбом (издание второе, дополненное). СПб, Лимбус Пресс, 2009
- Blank, Margot. Chandogin — Kriegsfotos aus Karelien und Leningrad 1939—1944, Kettler, 2010